# Sydney Gooday
Sydney Howard Gooday (* 4. September 1887 in London; † 18. Juli 1964 in Ottawa) war ein britisch-kanadischer Schwimmer.

## Karriere
Gooday begann seine Schwimmkarriere mit dem Sieg in einigen regionalen Meisterschaften. 1908 nahm er an den Olympischen Spielen in London teil. Im Wettbewerb über 200 m Brust scheiterte er als Dritter seines Vorlaufes. 1911 immigrierte er nach Kanada. Im Jahr 1920 war er ein weiteres Mal Teilnehmer an Olympischen Spielen. Bei den Wettkämpfen im belgischen Antwerpen konnte er über 200 m und 400 m Brust das jeweilige Halbfinale nicht erreichen.